# Cala dels Pots
La cala dels Pots és una petita platja urbana del municipi de Palamós (Baix Empordà), situada entre la cala del Morro del Vedell i la cala Margarida, darrera del port esportiu Marina de Palamós. Orientada al sud, té una longitud de 72 m i una amplada mitjana de 5 m, formada per grava i còdols.